# Диада (филм)
„Диада“ е българска драма от 2023 г. на режисьорката Яна Титова, която е нейният втори пълнометражен филм след „Доза щастие“ през 2019 г. Във филма участват Маргарита Стойкова, Петра Църноречка, Силвия Лулчева, Иван Бърнев, Васил Бинев, Цветан Алексиев, Ирмена Чичикова, Жаклин Дочева, Стоян Дойчев и други. Филмът е носител на 4 награди „Златна роза“. Филмът излиза по кината на 10 ноември 2023 г.
Филмът е заснет в град Ямбол.

## Сюжет
Дида (Маргарита Стойкова) е 16-годишно момиче от малък провинциален град, чиято майка работи в САЩ, а баща ѝ Митьо (Цветан Алексиев) е алкохолизиран безработен, който живее с нея. Дида има мечта да замине да живее при майка си в Америка и се опитва да събере пари за това по всякакви начини.

## Актьорски състав
- Маргарита Стойкова – Методинка (Дида), 16-годишно момиче, което мечтае да учи рисуване и да замине в САЩ[5][6]
- Петра Църноречка – Ива, най-добрата приятелка на Дида
- Жаклин Дочева – Светлана, майката на Ива[5]
- Цветан Алексиев – Митьо, бащата на Дида, алкохолик, който се счита като „безработна звезда“.[5]
- Анастасия Ингилизова – Зоя, майката на Дида, която замина за САЩ[5]
- Иван Бърнев – господин Сираков, учител по физкултура[5]
- Ема Терзиева – Зори, съученичка на Дида, която я използва да стане модел[5]
- Силвия Лулчева – г-жа Гълъбова, учителка по английски език в гимназията[5][7]
- Жана Яковлева – г-жа Михайлова, учителка по математика[5]
- Стоян Дойчев – доктор Баланов, гинеколог[5]
- Васил Бинев – г-н Пиронков, директор на училище[5][7]
- Ирмена Чичикова – Валентина, психолог[5]
- Таня Шахова – Туристическа агентка[5]
- Гергана Гълъбова – госпожа Жени[5]
- Кейт Никълс – г-жа Даскалова[5]
- Петя Титова – г-жа Райкова[5]
- Десислава Стойчева – Мимето[5]
- Иван Коцев – Росен, приятел на Митьо
- Нада Маркова – Поли
- Ивайло Савов – Илия
- Рая Кандова – Глория
- Виктория Миланова – Елизабет-Никол
- Габриела Бозова – Вероника
- Елица Бинева – Краса, съученичка от класа на Дида и Ива
- Александър Казаков – Кристофър-Рангел
- Борислав Ангелов – Иван-Асен
- Мартин Безус – Васил
- Десислава Грозданова – Лиляна
- Николета Тодорова – Мая
- Неда Христова – Румяна
- Емили Георгиева – Мария-Виктория
- Антонио Павлов – Никола
- Панайот Марев – Димитър
- Дара Стефанова – Андреа
- Катлин Кираджиева – Симона
- Михаела Стойкова – Момиче в съблекалня
- Нейтън Купър – Американецът, който агресивно напада Зоя с псувни
- Ваня Райнова – Журналист
- Ники Стоичков – Полицай 1
- Красимир Менцел – Полицай 2
- Ева Данаилова – Лейди Анаконда
- Яна Титова – Янчи